# Kamyšlov
Kamyšlov (rusky Камышлов) je město v Sverdlovské oblasti v Ruské federaci. Při sčítání lidu v roce 2010 měl bezmála sedmadvacet tisíc obyvatel.

## Poloha a doprava
Kamyšlov leží na západě Západosibiřské roviny na levém břehu Pyšmy, pravého přítoku Tury v povodí Obu. Od Jekatěrinburgu, správního střediska Sverdlovské oblasti, je vzdálen přibližně 140 kilometrů východně.
Přes město vede od roku 1885 železniční trať z Jekatěrinburgu do Ťumeně.

## Dějiny
Kamyšlov byl založen jako Kamyšlovskij ostrog (Камышловский острог) v roce 1668 na potoce Kamyšlovka, jenž se zde vlévá do Pyšmy a jehož název je odvozen od ruského a tatarského označení skřípin. Od roku 1687 se nazýval Kamyšlovskaja sloboda (Камышловская слобода). Od 18. století vedl přes Kamyšlov Sibiřský trakt, důležitá dopravní tepna spojující západ Ruska s východem.
Od roku 1781 je Kamyšlov městem.
Na podzim roku 1957 zasáhla město radioaktivní kontaminace v důsledku kyštymské katastrofy.